# Indonéz labdarúgó-szövetség
Az indonéz labdarúgó-szövetség (indonézül: Persatuan Sepak Bola Seluruh Indonesia angolul: Football Association of Indonesia, [FAI]) Indonézia nemzeti labdarúgó-szövetsége. 1930. április 19-én alapították. A szövetség szervezi az indonéz labdarúgó-bajnokságot valamint az indonéz kupát. Működteti az indonéz labdarúgó-válogatottat valamint az indonéz női labdarúgó-válogatottat. Székhelye Jakartában található.